# 42 a. C.
El año 42 antes de Cristo fue un año común que comenzó en lunes, martes o miércoles, o un año bisiesto comenzado en martes (las fuentes difieren) del calendario juliano. También fue un año común comenzado en martes del calendario juliano proléptico. En ese momento, era conocido como el año del consulado de Lépido y Plancus (o menos frecuentemente, año 712 Ab Urbe condita).

## Acontecimientos
- 3 de octubre. Batalla de Filipos
- Rodas es anexionada por las tropas de Casio.

## Nacimientos
- 16 de noviembre: Tiberio, emperador romano.

## Fallecimientos
- 3 de octubre: Cayo Casio Longino, militar y político romano.
- 23 de octubre: Marco Junio Bruto, senador y militar romano (n. 85 a. C.).